# Nilea perplexa
Nilea perplexa är en tvåvingeart som beskrevs av Louis-Paul Mesnil 1977. Nilea perplexa ingår i släktet Nilea och familjen parasitflugor.
Artens utbredningsområde är Madagaskar. Inga underarter finns listade i Catalogue of Life.